# Полубенські

Герб Полубенських

Полубенські, Полубінські, Полубинські (пол. Połubeński, Połubiński) — литовсько-білорусько-український княжий магнатський рід, що тривалий час був впливовим за часів Великого князівства Литовського, згодом Речі Посполитої. Належить до гілки Ольгердовичів. Представники цього роду використовували власний варіант гербу Ястшембець.

## Історія
Назва походить від назви маєтку Полубенськ, який знаходився біля Ліда (в подальшому с. Полубнікі); за іншою версією прізвище походить від назви села Полубічі або Полубіца (Polubicze, Polubica) в Берестейському воєводстві. Його надано Андрію-Вігунду, сину Ольгерда Гедиміновича. Перше володіння, вже в XVI ст. перестало бути власністю князів Полубенських, а друге володіння, яке в 1503 році, було подаровано князю Василю Полубенському, цілком могло перш перебувати у власності його предків.
Про перших представників цього роду замало відомостей, зазвичай вони йменувалися князями на Лубні. Першим, відомим історії, князем з цим ім'ям, був князь Андрій Полубенський, який перебуваючи на службі у короля Польщі та великого князя Литовського Казиміра IV, у 1482—1488 роках отримав грошове та майнове жалування (подарунки).
Про брата Андрія — Федора Полубенського, відомо, лише те, що він залишив після себе двох синів, які померли бездітними і одну дочку, сина якої, звали Щасний. Останній в 1533 році претендував на володіння своїх стрийків Івана і Льва Федоровичів Полубенських.
Піднесення роду почалося з князя Василя Полубенського, що першим отримав державну посаду — намісництво Володимирське на Волині. також зумів значно розширити власні володіння. Його син Лев і Іван продовжили справу батька з накопичення майно та посад. Втім ця гілка згасла у 1558 році.
Найбільшої впливу з часом набули нащадки другого брата — Івана Андрійовича Полубенського. Його сина Олександр став старостой вольмарським і каштеляном новогрудським. Його онук Костянтин був воєводою парнавським, а праонук Олександр-Гілярій — маршалком великим литовським і генеральним старостою жемайтським. Інший праонук Івана Полубенського — Дмитро-Самуїл — був воєводою новогрудським.
З кінця XVI ст. Полубинські перейшли у католицтво. Після смерті у 1685 році Криштофа Костянтина Полубенського припинила існування лінія Івана Андрійовича Полубенського. Більшість володінь перейшла до родів Радзивіллів та Сапіг.
За часів Російської імперії рід втратив князівський титул.

## Родовід
- Андрій Ольгердович, князь Полоцький
  - Федір Андрійович, князь Полубенський
    - Федір Федорович, князь Полубенський
      - Андрій Полубенський (пом. до 1499), в шлюбі з представницею роду Боговитиновичів
        - Василь Полубенський (бл. 1480—1550), намісник Володимирський
          - Лев (д/н—1544), державець Кричевський
            - Марина Полубенська, дружина Станіслава Нарушевича

          - Іван (д/н—1558), староста мстиславський
          - Ганна (д/н—1547), дружина: 1) Олександра Сангушко, князя, старости гомельського; 2) Миколи Завіши 3) литовського боярина Еразма Довгірда

        - Іван Полубенський (д/н—1556) — маршалком господарский
          - Олександр Полубенський (д/н— до 1608), старостп вольмарський, каштелян новогрудський
            - Олександр Полубенський (д/н—1616), староста вількійський (1586), підкоморій лідський (1603)
              - Олександр Полубенський (пом. 1618)
              - Костянтин Полубенський (пом. 1640), маршалок слонімський (1621—1625), каштелян мстиславський (1625—1633) і воєвода парнавський (1633—1640)
                - Олександр-Гілярій Полубенський (1627—1679), великий маршалок литовский
                  - Домінік Ян Михайло Полубенський (пом. 1683), староста волковиський
                  - Криштоф Костянтин Полубенський (пом. 1685), староста Волковиський,
                  - Анна Маріанна Полубенська (пом. 1690), дружина великого канцлера литовського князя Домініка Миколи Радзивілла
                  - Ізабелла Гелена Полубенська (пом. 1721), дружина воєводи троцького і мстиславського князя Юрія Станіслава Сапіги.

                - Габріель Полубенський (пом. до 1650)
                - Казимир Полубенський (пом. до 1655)
                - Владислав Полубенський
                - Самуїл Полубенський
                - Іероним-Костянтин Полубенський (д/н—до 1640)
                - Констанція Полубенська, черниця
                - Катаржина Полубенська, Князя Александра Огінського, каштеляна троцького
                - Христина Полубенська, дружина Яна Каменського, подкомория вількомірського
                - Евфразіна Полубенська, дружина 1) Болеслава-Александра Халецького, підкоморія речицького; 2) Владислава Гедройца, хорунжого смоленського
                - Гальшка-Теодора Полубенська
                - Петронелла Полубенськая, черниця.

              - Анна Полубенська, дружина судді земського Лідського Самуїла Кунцевича
              - Аврелія Полубенська, дружина старости зігвульского Томаша Шклінського
              - Клара Полубенська, черниця

            - Богдана, дружина Ієроніма Юрійовича Ходкевича, каштеляна віленського

          - Іван Полубенський (д/н—1600), підстароста слонімський
            - Михайло Полубенський (д/н—1651), суддя земський слонімський
              - Лев Полубенський (пом. 1633)
              - Микола Полубенський (пом. 1640), чашник слонімський
              - Дмитро Самуїл Полубенський (пом. 1688), воєвода новогрудський
                - Реміан Полубенський (пом. до 1748), підкоморій слонімський
                - Леон Казимир Полубенський (пом. 1726)
                  - Теодор Полубенський (д/н—після 1720)
                  - Юзеф Полубенський (д/н—після 1727), староста курклянський
                    - Кшиштоф Полубенський (пом. 1766), староста курклянський
                      - Леон Полубенський (пом. бл. 1723)
                      - Дмитро Полубенський (пом. 1730), суддя земський слонімський
                      - Мартин Полубенський
                      - Людовік Полубенський
                      - Віктор Полубенський (пом. бл. 1794), войський слонімський

                - Михайло Полубенський (пом. 1720), суддя земський слонімський
                - Петро Полубенський (пом. 1727), єпископ жемайтський
                - Антоній Полубенський (д/н—після 1712)
                  - Мартин Полубенський
                  - Антоній Полубенський

                - Гілярій
                - Софія Полубенська
                - Флоріанна Полубенська, дружина Анджея Яна Немцовича, стольника вітебського
                - Євфрозина Полубенська, черниця бенедиктинського монастиря
                - Катаржина Полубенська, черниця бенедиктинського монастиря
                - Клара Полубенська, черниця
                - Іоанна Полубенська, черниця-бригітка, абатиса
                - Анна Полубенська, дружина Станіслава Папроцького
                - Анна Полубенська
                - Ельжбета, черниця-бригітка
                - Констанція Полубенська, дружина Казимира Воловича, судді земського слонімського
                - Софія Полубенська

              - Гальшка, дружина Єжи Масальського, стольника брацлавського
              - Юстина Полубенська
              - Цецилія Полубенська

            - донька, дружина Тишкевича (ім'я невідоме)
            - донька, дружина Зухановського (ім'я невідоме)

          - Михайло Полубенський (д/н— бл. 1560)
            - Андрій Полубенський (пом. 1601)
            - Дмитро Полубенський
              - Олександр Полубенський (д/н—1616)
              - Януш Полубенський
                - Кшиштоф-Кароль Полубенський
                - Олександр Рейнгольд Полубенський (д/н—після 1679), хорунжий смоленський
                  - Домінік Полубенський, хорунжий смоленський
                  - Катаржина Полубенська
                  - Барбара Полубенська

            - Юзеф Полубенський (д/н—після 1640), підсудок слонімський
              - Казимир Полубенський, писар земський слонімський
                - Людовік Полубенський
                - Домінік Полубенський
                - Костянтин Полубенський
                - Владислав Полубенський
                - Текля, дружина Бенедикта Ольшевського, гродського писаря пронського
                - Теофілія Полубенська
                - Феліціан Полубенський

              - Мартин Полубенський
                - Юзеф Полубенський (пом. 1675)
                - Людовіка Полубенська, дружина Олександра Сенявського

              - Кшиштоф Полубенський (пом. 1677), суддя земський слонімський
                - Ієронім Полубенський
                  - Мартин Полубенський
                    - Станіслав-Стефан Полубенський (д/н—після 1794), писар слонімський
                      - Гелена Полубенська, дружина представника роду Рипінських
                      - Домініка Полубенка, дружина роду Мануцці
                      - Францишка Полубенська, дружина представника роду Шумковських
                      - Бригітта, дружина представника роду Войниловичів
                      - Ігнацій Полубенський, священник-бернардинець
                      - Юзеф Полубенський, королівський хорунжий
                      - Бенедикт Полубенський
                      - Францишек Полубенський
                      - Ієронім Полубенський (д/н—після 1799), суддя земський слонімський

                  - Владислав Полубенський

                - Ян Полубенський
                - Францишек Полубенський
                - Казимир Полубенський, підчаший слонімський
                  - Людовік Полубенський
                    - Леон Полубенський (д/н—після 1765), скарбник гродненський
                    - Антоніна Полубенська

                  - Ян Полубенський
                    - Юзеф Полубенський (д/н—після 1799), крайчий слонімський
                    - Єжи Полубенський, архидиякон віленський

                - Станіслав Полубенський, чернець-домініканець
                - Юстина Полубенська, дружина Зенковіча-Перетруського
                - Ізабелла Полубенська, дружина Міхала Домініка Дорія-Дерналовича стольника смоленського
                - Христина Полубенська, дружина 1) Яна Глинского; 2) Стефана Гоздовського
                - Анна Полубенська, дружина 1) Вгімонта; 2) Єжи Глембицького-Юзефовича, пістолья вітебського
                - Катаржина Полубенська, дружина представника роду Биковських
                - Теодора Полубенська, черниця

              - Даніель Полубенський
              - Яцек Полубенський
              - Марія, дружина Яна Мостовського

        - Федір Полубенський (пом. після 1580)
          - Петро Федорович Полубенський
          - Григорій Федорович Полубенський
          - Матвій Полубенський (д/н—після 1607)
            - Станіслав Полубенський (пом. 1660), підкоморій слонімський
              - Кароль Полубенський (д/н—після 1687), войський мстиславський
              - Габріель Полубенський (д/н— до 1675), капітам королівського війська
              - Юстина Полубенська, дружина Трояна Войниловича
              - Софія Полубенська, черниця бернардинського монастиря

            - донька, дружина представника роду Скорульських

          - Юзеф Полубенський

      - Федір Федорович Полубенський (пом. до 1500)
        - Іван Федорович Полубенський (пом. до 1528)
        - Лев Федорович Полубенський (пом. до 1528)
        - донька, дружина князя Михайла Вишневецького-Збаразького